# 埃利乌斯·多纳图斯
埃利乌斯·多纳图斯（英語：Aelius Donatus），约活动于公元4世纪前后的修辞家和文法学家，也是哲罗姆的老师，353年前后居于罗马。他所著的两本语法书在中世纪仍在使用，并成为后来及至现代的语法基础。他还著有至今尚存的泰伦斯和维吉尔的注释本，后者仅存前言——诗人的《生平》和《牧歌》的简介。

## 扩展阅读
- 本条目包含来自公有领域出版物的文本: Chisholm, Hugh (编).  (第11版). London: Cambridge University Press. 1911.